# Campeonato Europeo de Patinaje Artístico sobre Hielo de 1936
El XXXIV Campeonato Europeo de Patinaje Artístico sobre Hielo se realizó en Berlín (Alemania) en enero de 1936. Fue organizado por la Unión Internacional de Patinaje sobre Hielo (ISU) y la Unión Alemana de Patinaje sobre Hielo.

## Resultados

### Masculino
| Puesto | Nombre       | País        | Puntos |
| ------ | ------------ | ----------- | ------ |
| Oro    | Karl Schäfer | Austria     |        |
| Plata  | Graham Sharp | Reino Unido |        |
| Bronce | Ernst Baier  | Alemania    |        |

### Femenino
| Puesto | Nombre           | País        | Puntos |
| ------ | ---------------- | ----------- | ------ |
| Oro    | Sonja Henie      | Noruega     |        |
| Plata  | Cecilia Colledge | Reino Unido |        |
| Bronce | Megan Taylor     | Reino Unido |        |

### Parejas
| Puesto | Nombre                                     | País        | Puntos |
| ------ | ------------------------------------------ | ----------- | ------ |
| Oro    | Maxi Herber / Ernst Baier                  | Alemania    |        |
| Plata  | Violet Cliff / Leslie Cliff                | Reino Unido |        |
| Bronce | Piroska Szekrényessy / Attila Szekrényessy | Hungría     |        |

## Medallero
| Núm. | País        | Oro | Plata | Bronce | Total |
| ---- | ----------- | --- | ----- | ------ | ----- |
| 1    | Alemania    | 1   | 0     | 1      | 2     |
| 2    | Austria     | 1   | 0     | 0      | 1     |
| 2    | Noruega     | 1   | 0     | 0      | 1     |
| 4    | Reino Unido | 0   | 3     | 1      | 4     |
| 5    | Hungría     | 0   | 0     | 1      | 1     |
|      | TOTAL       | 3   | 3     | 3      | 9     |